# 大奥 (2023年のテレビドラマ)
『大奥』（おおおく）は、2023年1月10日から3月14日までNHK総合の「ドラマ10」枠で放送されたSF時代劇。また、同年10月3日から12月12日まで、NHK総合・NHK BS4K→NHK BSプレミアム4KにてSeason2が放送された。
よしながふみの漫画『大奥』を原作とし、これまでの実写化作品では描かれていなかった大政奉還に至るまでの過程を描いていく。
本稿では便宜上、第1作をS1、続編となるSeason2をS2の略称で表記する。

## キャスト

### 8代・徳川吉宗×水野祐之進 編
徳川吉宗（とくがわ よしむね） / 信（のぶ）
演 - 冨永愛（少女期：清水香帆）
紀州藩主・徳川光貞の三女で、8代将軍。男女逆転した現在の世を疑問に思い、御右筆の村瀬を訪ねる。死の直前、田沼意次に赤面疱瘡の解決を託し、亡くなる。
水野祐之進（みずの ゆうのしん） / 進吉（しんきち）
演 - 中島裕翔
貧しい旗本の息子。幼馴染みのお信のことが好きだが、身分が違うため結婚は諦めており、彼女への想いを断ち切るためと家計を助けるために大奥にあがる。御三の間に配属された後、御中臈に昇進した。吉宗のご内証の方に選ばれ、公には死罪になったが、吉宗の計らいで新しい名を与えられ、町人「進吉」として生きることになる。お信と結婚し、田嶋屋の婿となり店を手伝っている。
杉下（すぎした）
演 - 風間俊介
御三の間のひとり。大奥に仕えて10年経つ古参。水野を何かと助け、彼の御中﨟昇進に伴い部屋子となる。その後、温厚で真面目で忠実な人柄を買われ、吉宗の御中﨟になる。また、家重の時代には、大奥総取締に昇進。早くに「父」を亡くした、家重の父代わりを務める。
加納久通（かのう ひさみち） / おみつ
演 - 貫地谷しほり（少女期：後藤由依良）
吉宗の幼馴染。紀州時代から吉宗に仕える片腕的存在。
藤波（ふじなみ）
演 - 片岡愛之助
7代将軍・家継の代から大奥総取締を務める男。
信（のぶ）
演 - 白石聖
水野の幼馴染。裕福な商家、薬種問屋「田嶋屋」の跡取り娘。祐之進のことが好きで、彼が大奥に上がった後も忘れられず両親からの婿取りの話を拒み続けていた。後に進吉となって帰ってきた祐之進と結婚する。
松島（まつしま）
演 - 橋本淳
御中臈のひとり。
柏木（かしわぎ）
演 - 井上祐貴
御中臈のひとり。藤波のお気に入り。
村瀬正資（むらせ まさすけ）
演 - 吉宗編・綱吉編：石橋蓮司、家光編：岡山天音
御右筆。家光の時代より、春日局の命で大奥での出来事を「没日録」という名の日記に記す。吉宗の時代に至り老人となるまで大奥におり、訪ねてきた吉宗に「没日録」を渡し、彼女の大奥に対する疑問に答える。第8回の冒頭で突然の死去、同時に綱吉死去後部分の「没日録」紛失が明らかになり、吉宗に疑念を抱かせる。
水野の母
演 - 大西智子
副島（そえじま）
演 - 植木祥平
御三の間のひとり。新入りの水野をいじめる。
白河（しらかわ）
演 - 佐々木陽平
御中臈のひとり。
垣添（かきぞえ）
演 - 山時聡真
呉服の間。吉宗と対面するに際し、水野に裃のデザインの希望を尋ねる。
御中臈（おちゅうろう）
演 - 長森要、奥﨑海斗、土屋翔、重松直樹
御錠口（おじょうぐち）
演 - 大越晴護
吉宗が総触れを行うにあたり、錠口の解錠を行う。
吉宗の侍女
演 - 宮下咲
間部詮房（まなべ あきふさ）
演 - 国分佐智子
将軍の側近として、6代将軍・家宣や7代将軍・家継と2代にわたり幕政を主導してきた側用人。財政難なのに豪華な着物を誂えたことを咎められ、吉宗に解雇される。
徳川家重（とくがわ いえしげ）
演 - 三浦透子
吉宗の長女で、9代将軍。言語・排尿障害などの障害があるため、周囲からは廃嫡を望む声も出ていた。しかし知能は正常なため、周囲の偏見や悪意に触れ、性格が歪んでしまう。男には手が早く、気まぐれ。いつも酒を飲んでいる。将棋が得意。
大岡忠相（おおおか ただすけ）
演 - MEGUMI
吉宗の側近、江戸の町奉行。
小川笙船（おがわ しょうせん）
演 - 片桐はいり
医者。吉宗が設置した目安箱に施薬院の開設を嘆願する投書を行ったところ、許可され、小石川養生所が設立された。
大岡忠光（おおおか ただみつ）
演 - 岡本玲
家重の小姓頭。
龍（たつ）
演 - 當真あみ
家重の小姓。後に田沼意次となる。
対馬守、和泉守、河内守
演 - 小柳友貴美、三浦純子、二木咲子
老中たち。「市中より直に米を買い上げ、米の値を上げることとしたい」という吉宗の施策を担当することを固辞したため、お役御免となる。
卯之吉（うのきち）
演 - 吉田庸
お半下の者。美男子ではないが、清掃の仕事をしている時に吉宗の手がついた。後に吉宗の長女・家重の父であると告げられる。
医師
演 - 山崎美貴
吉宗が長女・家重を出産した時の担当医。
助手
演 - 江守沙矢
小川笙船の助手。
松平乗邑（まつだいら のりさと）
演 - 黒沢あすか
老中。左近将監。吉宗に「次期将軍は長女・家重ではなく、次女・宗武が相応しい」と進言する。
徳川宗武（とくがわ むねたけ）
演 - 松風理咲
吉宗の次女。見目麗しく、聡明で、周囲から世継ぎとして望まれる。御三卿・田安徳川家初代当主。また、子女に陸奥白河藩主・松平定信らがいる。
小夜姫（さよひめ）
演 - 竹野谷咲
吉宗の三女で、後の徳川宗尹。御三卿・一橋徳川家初代当主。子女に一橋治済がおり、また、その子である徳川家斉は11代将軍で、孫にあたる。
一平太
演 - 保坂凛駆
赤面疱瘡にかかって小石川養生所に運ばれてきた子供。
かよ
演 - 橘芳奈
一平太の母。
左近
演 - 内田裕大
お幸の方（おこうのかた）
演 - 吉田大輝
家重の側室で、お世継ぎである家治の父。
徳川家治（とくがわ いえはる）
演 - 高田夏帆（医療編）（幼少期：落井実結子、15歳時：森山のえる）
家重の長女で、父はお幸の方。また、吉宗の孫にあたり、後に10代将軍となる。
堀田正亮（ほった まさすけ）
演 - 佐藤みゆき
老中首座。
西尾忠尚（にしお ただなお）、本多正珍（ほんだ まさよし）
演 - 渕野陽子、山本祐子
老中。
小姓
演 - 黒田和将

### 3代・徳川家光×万里小路有功 編
徳川家光（とくがわ いえみつ） / 千恵（ちえ）
演 - 堀田真由（幼少期：宝辺花帆美）
徳川家光の娘。男性の家光が赤面疱瘡により亡くなってしまったため、彼の身代わりとして生活することとなる。
万里小路有功（までのこうじ ありこと） / お万（おまん）
演 - 福士蒼汰
公家出身の僧だったが、春日局によって還俗させられ、家光の側室「お万の方」となる。春日局の死後、大奥総取締となり、大奥の基盤を築いていく。
春日局（かすがのつぼね）
演 - 斉藤由貴
家光の乳母で、大奥総取締。男性の家光の死後、彼の死による国家の混乱を防ぎ徳川家の存続をはかるため、事実の隠蔽と日本国の鎖国政策、大奥内の男女逆転を発想し実行に移させた張本人である。
玉栄（ぎょくえい） / お玉（おたま）
演 - 奥智哉
有功の弟子の僧侶。有功と共に還俗し、大奥で彼の部屋子を務めることとなる。後に有功の嘆願により家光の側室「お玉の方」となり、徳子（綱吉）をもうける。
稲葉正勝（いなば まさかつ）
演 - 眞島秀和
春日局の息子。千恵の影武者。
角南重郷（すなみ しげさと）
演 - 田中幸太朗
御中臈のひとり。有功のライバルで、和田・勝田と示し合わせて有功や玉栄に嫌がらせをする。その後、嫌がらせに耐えかねた玉栄の策略によって、家光や有功の愛猫である若紫殺害の嫌疑を掛けられ、春日局より切腹する様に命じられる。
和田正隆（わだ まさたか）、勝田頼秀（かつた よりひで）
演 - 佐藤祐基、水間ロン
御中臈。有功のライバルで、角南と共に有功や玉栄に嫌がらせをしていたが、彼の死後は有功を尊敬し、改心する。
松平信綱（まつだいら のぶつな）
演 - 山中聡
老中。赤面疱瘡の流行により、苦肉の策で秘密裏に娘を男装させ、自身の跡取りとして振舞わせていた。
澤村伝右衛門（さわむら でんえもん）
演 - 児玉純一
武術の指南役。明慧を斬り殺す。
朽木稙綱（くつき たねつな）
演 - 永井大
明慧（みょうけい）
演 - 齊藤友暁
有功のお付きの僧侶。有功が江戸に残ることを拒むと、春日局の命で有功の目の前で殺される。
捨蔵（すてぞう） / お楽（おらく）
演 - 濱尾ノリタカ
家光と有功の間に子が授からなかったことから、春日局が家光の新たな相手候補として大奥に連れてきた人物。家光との子である千代姫誕生後に、家光より「お楽」と名付けられる。
溝口左京（みぞぐち さきょう） / お夏（おなつ）
演 - 押田岳
捨蔵の次に家光の相手候補として招かれた人物。家光に、日に焼けた肌をしていることからの連想で「お夏」と名付けられる。家光の側室として玉栄を送り込んだ有功に嫌味を言い、後の世にまで影響するほど玉栄と険悪になる（この時の嫌味の発言内容が、玉栄には許しがたく、家宣（お夏の孫娘）を綱吉の後継とすることに反対する一因となった）。
松平輝綱（まつだいら てるつな）
演 - 富山えり子
松平信綱の娘。男装し、朔日の祝賀を述べるために登城するなど、松平家の跡取りとして振舞う。
中根正盛（なかね まさもり）
演 - 西嶋陽一
千代姫（ちよひめ）
演 - 和田葵
家光の長女で、父は捨蔵 / お楽の方。後の4代将軍・徳川家綱。

### 5代・徳川綱吉×右衛門佐 編
徳川綱吉（とくがわ つなよし） / 徳子（とくこ）
演 - 仲里依紗（少女期：岡本望来）
家光の三女で、館林藩主を経て、5代将軍となる。
右衛門佐（えもんのすけ） / 水無瀬継仁（みなせ つぐひと）
演 - 山本耕史
綱吉の御台所・信平が京より呼び寄せた貧しい公家出身の上臈御年寄。後に綱吉から「曲者」と気に入られ、大奥総取締の職を賜る。
桂昌院（けいしょういん）
演 - 竜雷太
玉栄の後の姿。綱吉の父であり、家光の死後に落飾しているが、吉保と性的関係を持つ。
柳沢吉保（やなぎさわ よしやす） / おもと
演 - 倉科カナ（少女期：田中悠愛）
綱吉の側用人で、彼女の館林時代から幼少の頃より小姓として仕えている。
鷹司信平（たかつかさ のぶひら）
演 - 本多力
綱吉の御台所。京より右衛門佐を呼び寄せる。
伝兵衛（でんべえ） / お伝（おでん）
演 - 徳重聡
綱吉の側室で、お世継ぎである松姫の父。身分の低い黒鍬者（くろくわもの）からの成り上がりで、捨て子からの成り上がりである桂昌院に気に入られる。
秋本（あきもと）
演 - 中川大輔
右衛門佐の部屋子。眼鏡をかけている。
お江、お美
演 - 渡辺江里子、木村美穂（阿佐ヶ谷姉妹）
江戸の町に暮らす女性たち。眼鏡をかけている。
松姫（まつひめ）
演 - 戸簾愛（幼少期）、中村乙葉（幼児期）
綱吉の一人娘で、父は伝兵衛 / お伝の方。次期将軍候補であったが、高熱により亡くなる。
牧野邦久（まきの くにひさ） / 阿久里（あぐり）
演 - 吉沢悠
成貞の夫。
牧野成貞（まきの なりさだ）
演 - 内田慈
綱吉の側用人。家族を綱吉に奪われてしまい、そのことが原因で心身を病み、領地を返上し辞職する。
牧野貞安（まきの さだやす）
演 - 三宅亮輔
成貞の息子。後に、父・邦久と共に大奥にあがるが、病死する。
市川団十郎
演 - 西川扇里治
隆光（りゅうこう）
演 - 山本學
護国寺の住職。かつて大奥にあがる前の桂昌院に将軍の父になると予言した僧侶で、桂昌院が若かりしころに生き物を殺したと言い当てる。
大典侍（おおすけ）
演 - 一色洋平
桂昌院が呼び寄せた公家出身の側室。
新典侍（しんすけ）
演 - 神田穣
右衛門佐が呼び寄せた公家出身の側室。
上様の念者
演 - 池田航、織部典成
徳川光貞（とくがわ みつさだ）
演 - 飯島順子
紀州藩主で、綱教・頼職・吉宗の母。幼い信（吉宗）を含めた3人の子女を連れて登城し、綱吉に謁見する。
大石内蔵助（おおいし くらのすけ）
演 - 福井博章
吉良上野介（きら こうずけのすけ）
演 - つかもと景子
瓦版
演 - 麻生子八咫
赤穂浪士四十七士の討ち入りを報じる。
甲府の間者
演 - 松村龍之介
寝所で綱吉の命を狙ったが、秋本に阻止される。
徳川綱教（とくがわ つなのり）、徳川頼職（とくがわ よりもと）
演 - 君島光輝、坂上梨々愛
紀州藩主・徳川光貞の長女と次女で、信（吉宗）の姉にあたる。
母・光貞と共に登城し、綱吉自身のはからいにより信（吉宗）も含めた3姉妹で彼女に謁見する。その際、綱吉より土産として彼女が若い頃に使用していた簪を賜る。
老中
演 - 潮田由香里、藤本沙紀（役名：阿部正武）、金谷真由美、氏家恵、比佐廉、安藤瞳

### 医療編
青沼・平賀源内・黒木の3名は「Season1」終盤に事前予告なしで登場した。
青沼（あおぬま）/ 吾作（ごさく）
演 - 村雨辰剛（幼少期：シャルパンティエ壱世）
蘭学者。長崎でオランダ人男性と遊女との間に生まれた混血児。
「Season1」サプライズ出演時の役名は謎の男で、危篤になった吉宗が夢の中でその姿を幻視する。
平賀源内（ひらが げんない）
演 - 鈴木杏
本草学者。
「Season1」サプライズ出演時の役名は旅人。
黒木良順（くろき りょうじゅん）
演 - 玉置玲央
大奥にて御三の間奉公の後、御右筆助となる。
田沼意次（たぬま おきつぐ）
演 - 松下奈緒（回想シーンの家重の小姓・龍は當真あみ）
10代将軍・家治の時代の老中。8代将軍・吉宗より託された赤面疱瘡の撲滅に取り組む。
徳川家治（とくがわ いえはる）
演 - 高田夏帆
家重の長女で、10代将軍。
松平定信（まつだいら さだのぶ）
演 - 安達祐実
8代将軍・吉宗の次女・宗武の子で、吉宗の孫にあたり、御三卿・田安徳川家の出身。次期将軍の座を狙う野心家。

伊兵衛（いへえ）
演 - 岡本圭人
呉服の間のお針子で、廻船問屋の次男。青沼の蘭学講義の受講生。
一橋治済（ひとつばし はるさだ）
演 - 仲間由紀恵
8代将軍・吉宗の三女・宗尹の子で、吉宗の孫にあたり、御三卿・一橋徳川家2代当主。
徳川家斉（とくがわ いえなり）/ 竹千代（たけちよ）
演 - 中村蒼（幼少期：小林優太）
治済の長男で、11代将軍。家光以来の男の将軍として就任。
御台（茂姫）（しげひめ）/ 広大院（こうだいいん）
演 - 蓮佛美沙子
薩摩藩・島津家から家斉に嫁ぐ。聡明で、心優しい御台所。また、敦之助の生母。家斉の死後は落飾し、広大院と名乗る。
五十宮（いそのみや）
演 - 趙珉和
家治の御台所。青沼を気に入り、彼の蘭学講義を受ける。
お志賀の方（おしがのかた）/ 滝沢（たきざわ）
演 - 佐津川愛美
家斉の側室で、総姫の生母。後に大奥総取締・滝沢となる。
僖助（きすけ）
演 - 新名基浩
御半下。青沼の蘭学講義の受講生。後に田嶋屋に養子に入る。
松方（まつかた）
演 - 前田公輝
御中臈のひとり。青沼らの存在が気に入らない。田沼失脚後は中奥総取締。
武女（むめ）
演 - 佐藤江梨子
長年、治済に仕え、彼女の陰謀を実行する役割を担っていた。また、幼少期の家斉の養育担当で、後に大奥総取締となる。
黒木良春（くろき りょうしゅん）
演 - 阪田マサノブ
蘭方医。黒木の父。
吉雄耕牛（よしお こうぎゅう）
演 - 飯田基祐
大通詞・蘭方医。吾作を弟子にしていた。
さた
演 - 馬渕英里何
吉雄耕牛の妻。
高岳（たかおか）
演 - 相島一之
吾作に青沼という名を与える。
患者
演 - 野呂佳代
黒木良春から蘭方の丸薬だとして炭を処方される。
吾作の兄
演 - Alex JD
赤面疱瘡にかかり、崖から身を投げ死亡した。最期に弟を励ます言葉を残す。
御半下
演 - 長友郁真、川合諒
大奥の中の御半下。
杉田玄白（すぎた げんぱく）
演 - 小松和重
当代一の蘭方医。
赤井、灰谷
演 - 玄覺悠子、山下容莉枝
漢方医。
右近将監、佐渡守
演 - 大島蓉子、ふせえり
老中。
お次
演 - 堀内敬子
田沼意次の側用人。
平賀源内の兄
演 - 庄野崎謙
彦次郎
演 - 渡邉大器
平賀源内の弟。赤面疱瘡で亡くなる。
お宇多の方（おうたのかた）
演 - 野村麻純
家斉の側室で、敬之助の生母。
御中臈（おちゅうろう）
演 - 大原万由子、横山祥子、七瀬葵、伊藤友惠 
御錠口（おじょうぐち）
演 - 染谷知里
るい
演 - 中村映里子
黒木の妻で、青史郎の母。
吉野（よしの）
演 - 行平あい佳
御台に仕える御中臈。
敬之助（たかのすけ）
演 - 北尾いくと
家斉の三男。母はお宇多の方。治済による「間引き」の犠牲となり夭逝。
敬之介の乳母
演 - 小宮有紗
敦之助（あつのすけ）
演 - 馬場應吏
家斉の五男。母は御台（茂姫）。治済による「間引き」の犠牲となり夭逝。
総姫（そうひめ）
演 - 堂口環那
家斉の五女。母はお志賀の方。治済による「間引き」の犠牲となり夭逝。
お志賀の侍女
演 - 水嶋凜
黒木青史郎（くろき せいしろう）
演 - 塚尾桜雅（少年期：上野山夢輝、青年期：島村龍乃介）
黒木の息子。熊痘接種の第1号となる。
村の子供
演 - 尻引結馨
マタギの格好の女の子。源内が作った竹とんぼを持っていた。
母
演 - 伊藤麻実子
村の子供の母。源内が遺した書置きを黒木に渡し、赤面疱瘡の人痘は熊でも代用できると源内が言っていたと伝える。
隠密
演 - 稲村亜美
家斉の命で赤面疱瘡の種を探しに各地に赴き、赤面に罹った熊の瘡蓋を持ち帰る。
牧野、土井
演 - 中島亜梨沙、山野海
老中。
若者
演 - 東拓海
「家斉が大奥を追われた者たちと会っている」と治済へ讒言する。
読売師
演 - 宝井小琴
熊痘接種で赤面疱瘡が防げると書かれた瓦版を街頭で読み上げながら売り歩く。
阿部正寧（あべ まさやす）
演 - 浜中文一
正弘の兄。

### 幕末編
徳川家定（とくがわ いえさだ）/ 祥子（さちこ）
演 - 愛希れいか（少女期：伊礼姫奈）
13代将軍。幼いころから、父による虐待を受けてきた。
瀧山（たきやま）
演 - 古川雄大
大奥では最後の総取締。大奥入りする前は芳町で陰間をしていた。
阿部正弘（あべ まさひろ）
演 - 瀧内公美
阿部正勝の子孫で阿部家の当主。家定を支える。
天璋院 （てんしょういん）/ 胤篤（たねあつ）
演 - 福士蒼汰
家定の御台所。
徳川家茂（とくがわ いえもち）/ 福子（とみこ）
演 - 志田彩良
14代将軍。
和宮親子内親王（かずのみや ちかこないしんのう）/ 静寛院宮（せいかんいんのみや）
演 - 岸井ゆきの（3歳時：西原紬）
14代将軍・家茂に嫁いでくる孝明天皇の妹宮。降嫁を拒否した弟宮（本物の和宮）になりすまし、母親の観行院らと共に京から大奥へ。家茂の死後は、静寛院宮と名乗る。
徳川家慶（とくがわ いえよし）
演 - 高嶋政伸（青年期：山﨑光）
家斉の次男で、12代将軍。
中澤（なかざわ）/ 津村重三郎（つむら じゅうざぶろう）
演 - 木村了
胤篤付きの御中臈・薩摩の隠密。
仲野（なかの）
演 - 中川翼
瀧山の部屋子で、黒木源一郎の弟。
勝義邦 / 海舟（かつ よしくに / かいしゅう）
演 - 味方良介
軍艦奉行。
堀田正睦（ほった まさよし）
演 - 高木渉
老中首座。
水野忠邦（みずの ただくに）
演 - 長野里美
女性の老中。
遠山金四郎（とおやま きんしろう）
演 - 高島豪志
北町奉行。
歌橋（うたはし）
演 - あめくみちこ
家定の乳母。
間部詮勝（まなべ あきかつ）
演 - 木津誠之
老中。
阿部正宣
演 - キンタカオ
正勝の父。
徳千代（とくちよ）
演 - 後藤成貴
後の阿部正勝で、家康の幼少期からの側近。また、阿部正弘の先祖。
竹千代（たけちよ）
演 - 福島永大
後の徳川家康で、江戸幕府初代将軍。
陰間茶屋の男
演 - 新原泰佑、奥村知史
陰間茶屋「布袋屋」の陰間。
瓦版
演 - 尾田直彪
浦賀沖の黒船来航を告げる瓦版を売る読売師。
井伊直弼（いい なおすけ）
演 - 津田健次郎
彦根藩主・掃部頭。堀田正睦の失脚後、大老に任ぜられる。
一橋慶喜（ひとつばし よしのぶ）
演 - 大東駿介
水戸藩主・徳川斉昭の七男で、御三卿・一橋徳川家9代当主。家茂を補佐するため、将軍後見職になった後に15代将軍となる。
徳川斉昭（とくがわ なりあき）
演 - 吉見一豊
水戸藩主で、慶喜の父。
池谷（いけたに）
演 - 冨永章胤
呉服の間に奉公する。
内藤信親（ないとう のぶちか）
演 - 水橋研二
老中。
絵島（えじま）
演 - 三谷昌登
和宮附官人。
老中
演 - ジャン・裕一
井伊直弼を大老に任ずる。
松之助（まつのすけ）
演 - 井上智之
家定の代からの御仲居頭。
庭田（にわた）/ 観行院（かんぎょういん）
演 - 平岩紙
和宮の生母。男装し、官人・庭田の名で江戸に下り、大奥入りする。
土御門（つちみかど）
演 - 山村紅葉
和宮の乳母。男装し、和宮や観行院と共に江戸に下り、大奥入りする。
板倉勝静（いたくら かつきよ）
演 - 坂東新悟
老中・周防守。14代将軍・家茂及び15代将軍・慶喜に仕える。
島津久光（しまづ ひさみつ）
演 - 阿部丈二
大隅守。文久の改革の帰路に生麦事件が起こる。
孝明帝（こうめいてい）
演 - 茂山逸平
当今（作中における今上天皇）。和宮（親子）が皇妹であることを保証する宸翰を家茂に預ける。
橋本実麗（はしもと さねあきら）
演 - 木原勝利
観行院の兄。
和宮（かずのみや）
演 - 中嶋海央
本物の男宮。表向き自害したことになっている。
瓦版
演 - 一龍齋貞介
生麦事件を伝える瓦版を売る読売師。
能登（のと）/ 志摩（しま）
演 - 中村アン
男装し、官人・能登として観行院らの世話をする。
亀之助（かめのすけ）
演 - 森田湊斗
御三卿・田安徳川家より家茂が迎えた養子。後に徳川家達となり、16代当主として徳川家を相続する。
三条実美（さんじょう さねとみ）
演 - 阿岐之将一
攘夷派公家。
西郷隆盛（さいごう たかもり）
演 - 原田泰造
薩摩藩士で、新政府軍の指揮官。徳川家を潰そうと画策する。
慶喜の側近
演 - 尾関伸次
「薩長と岩倉が仕組んでおり、賊は討ち果たさねばなりません」と意見を述べる。
黒木源一郎（くろき げんいちろう）
演 - 宮野真守
黒木清史郎の長男で、仲野の兄。家定の臨終に立ち会った蘭方医。
津田梅子（つだ うめこ）
演 - 宮崎莉里沙
日本初の女子留学生のひとり。6歳。洋上で胤篤から女将軍が治めた世の真実を明かされる。

## スタッフ
- 原作 - よしながふみ『大奥』
- 脚本 - 森下佳子[1][143]
- 音楽 - KOHTA YAMAMOTO[144][143]
- 主題歌
  - S1 - 幾田りら「蒲公英」[2]
  - S2 - Aimer「白色蜉蝣」[4]
- 演出
  - S1 - 大原拓、田島彰洋、川野秀昭[1]
  - S2 - 大原拓、末永創、川野秀昭、木村隆文[79]
- 制作統括
  - S1 - 藤並英樹[1]
  - S2 - 長谷知記、藤並英樹[143]
- プロデューサー
  - S1 - 舩田遼介、松田恭典[1]
  - S2 - 舩田遼介、松田恭典、舟橋哲男[143]
- 制作・著作 - NHK

## 放送日程
話数はS1第1話からの通しである。
| 各話                                                         | 放送日  | サブタイトル                                          | 演出     | 視聴率 |
| ------------------------------------------------------------ | ------- | ----------------------------------------------------- | -------- | ------ |
| 第1回                                                        | 1月10日 | 八代将軍吉宗・水野祐之進編                            | 大原拓   | 6.6%   |
| 第2回                                                        | 1月17日 | 三代将軍家光・万里小路有功編                          | 大原拓   | 5.2%   |
| 第3回                                                        | 1月24日 | 三代将軍家光・万里小路有功編                          | 田島彰洋 | 5.5%   |
| 第4回                                                        | 1月31日 | 三代将軍家光・万里小路有功編                          | 川野秀昭 | 4.8%   |
| 第5回                                                        | 2月07日 | 三代将軍家光・万里小路有功編 五代将軍綱吉・右衛門佐編 | 大原拓   | 4.4%   |
| 第6回                                                        | 2月14日 | 五代将軍綱吉・右衛門佐編                              | 大原拓   | 5.0%   |
| 第7回                                                        | 2月21日 | 五代将軍綱吉・右衛門佐編                              | 田島彰洋 |        |
| 第8回                                                        | 2月28日 | 八代将軍吉宗・水野祐之進編                            | 川野秀昭 | 4.7%   |
| 第9回                                                        | 3月07日 | 八代将軍吉宗・水野祐之進編                            | 大原拓   | 5.0%   |
| 第10回                                                       | 3月14日 | 八代将軍吉宗・水野祐之進編                            | 大原拓   |        |
| （視聴率はビデオリサーチ調べ、関東地区・世帯・リアルタイム） |         |                                                       |          |        |

- 初回は22時 - 23時の15分拡大放送[2]。

| 各話                                                         | 放送日   | サブタイトル | 演出     | 視聴率 |
| ------------------------------------------------------------ | -------- | ------------ | -------- | ------ |
| 第11回                                                       | 10月03日 | 医療編       | 大原拓   | 3.8%   |
| 第12回                                                       | 10月10日 | 医療編       | 末永創   |        |
| 第13回                                                       | 10月17日 | 医療編       | 末永創   |        |
| 第14回                                                       | 10月24日 | 医療編       | 川野秀昭 |        |
| 第15回                                                       | 10月31日 | 医療編       | 大原拓   |        |
| 第16回                                                       | 11月07日 | 幕末編       | 木村隆文 | 3.4%   |
| 第17回                                                       | 11月14日 | 幕末編       | 大原拓   |        |
| 第18回                                                       | 11月21日 | 幕末編       | 川野秀昭 | 3.5%   |
| 第19回                                                       | 11月28日 | 幕末編       | 木村隆文 | 3.7%   |
| 第20回                                                       | 12月05日 | 幕末編       | 末永創   |        |
| 第21回                                                       | 12月12日 | 幕末編       | 大原拓   |        |
| （視聴率はビデオリサーチ調べ、関東地区・世帯・リアルタイム） |          |              |          |        |

- 第16回はNHK総合のみ『ニュースウオッチ9』拡大のため、22時25分 - 23時10分の25分繰り下げ放送[159][注 9]。
- 第21回（最終話）は22時 - 23時の15分拡大放送。

## 受賞歴
以下はS1に対する受賞。
- ギャラクシー賞 2023年3月度月間賞[160]
- 第49回放送文化基金賞 テレビドラマ部門優秀賞[161]